# 乔兴力
乔兴力（1961年11月—），男，汉族，安徽宿州人，中华人民共和国地方政治人物。

## 生平
1984年7月毕业于安徽机电学院（现安徽工程大学），留校工作。1986年至1988年，在北京师范学院（现首都师范大学）第二学士学位班学习。历任安徽机电学院政治辅导员、团委干事，团委副书记（正科），团委书记（副处）。1994年10月至1996年10月，挂职宣城市宁国县副县长。1996年10月，任芜湖市芜湖县副县长。1998年2月，任芜湖县委副书记、副县长。
1998年5月，任芜湖市机电局局长。2000年4月，任芜湖市行政服务中心副主任。2003年2月，任芜湖市南陵县委副书记、县长。2004年10月，任南陵县委书记。2008年1月，任芜湖市人大常委会副主任。2008年5月，任安徽省淮南市委常委、市委组织部部长。2013年8月，任淮南市人民政府副市长。2015年9月，任安徽省商务厅副厅长。2021年6月，不再担任安徽省商务厅党组成员、副厅长职务，晋升为安徽省商务厅一级巡视员。